# Coupe du monde de combiné nordique 1996-1997
Navigation
1995–1996 1997–1998
| \| Rovaniemi Oberwiesenthal Schonach Saalfelden Val di Fiemme Saint-Moritz Lahti Oslo Štrbské Pleso \| Les sites des compétitions (manque Steamboat Springs et Hakuba). |
| Rovaniemi Oberwiesenthal Schonach Saalfelden Val di Fiemme Saint-Moritz Lahti Oslo Štrbské Pleso                                                                        |

| \| Steamboat Springs \| Le site de la compétition aux États-Unis. |
| Steamboat Springs                                                 |

La Coupe du monde de combiné nordique 1997 :

## Classement final
| Rang | Nom               | Pays     | Points |
| ---- | ----------------- | -------- | ------ |
| 1    | Samppa Lajunen    | Finlande | 1223   |
| 2    | Jari Mantila      | Finlande | 940    |
| 3    | Bjarte Engen Vik  | Norvège  | 890    |
| 4    | Mario Stecher     | Autriche | 884    |
| 5    | Hannu Manninen    | Finlande | 875    |
| 6    | Kenji Ogiwara     | Japon    | 750    |
| 7    | Halldor Skard     | Norvège  | 595    |
| 8    | Trond Einar Elden | Norvège  | 581    |
| 9    | Walerij Stoljarov | Russie   | 507    |
| 10   | Knut Tore Apeland | Norvège  | 497    |

## Calendrier
| Étape                                                         | Date             | Épreuve                             | Vainqueur        | Deuxième         | Troisième         |
| Rovaniemi                                                     |                  |                                     |                  |                  |                   |
| 1.                                                            | 22 novembre 1996 | Gundersen individuel – K120 / 15 km | Jari Mantila     | Samppa Lajunen   | Mario Stecher     |
| Steamboat Springs                                             |                  |                                     |                  |                  |                   |
| 2.                                                            | 11 décembre 1996 | Gundersen individuel – K88 / 15 km  | Halldor Skard    | Bjarte Engen Vik | Trond Einar Elden |
| Oberwiesenthal                                                |                  |                                     |                  |                  |                   |
| 3.                                                            | 29 décembre 1996 | Sprint – K90 / 7,5 km               | Mario Stecher    | Bjarte Engen Vik | Todd Lodwick      |
| Schonach (Coupe de la Forêt-noire)                            |                  |                                     |                  |                  |                   |
| 4.                                                            | 5 janvier 1997   | Gundersen individuel – K90 / 15 km  | Samppa Lajunen   | Mario Stecher    | Jari Mantila      |
| Saalfelden                                                    |                  |                                     |                  |                  |                   |
| 5.                                                            | 11 janvier 1997  | Gundersen individuel – K85 / 15 km  | Hannu Manninen   | Mario Stecher    | Jari Mantila      |
| Val di Fiemme                                                 |                  |                                     |                  |                  |                   |
| 6.                                                            | 14 janvier 1997  | Gundersen individuel – K90 / 15 km  | Hannu Manninen   | Andrea Longo     | Kristian Hammer   |
| Saint Moritz                                                  |                  |                                     |                  |                  |                   |
| 7.                                                            | 18 janvier 1997  | Gundersen individuel – K95 / 15 km  | Mario Stecher    | Bjarte Engen Vik | Samppa Lajunen    |
| Hakuba                                                        |                  |                                     |                  |                  |                   |
| 8.                                                            | 18 janvier 1997  | Gundersen individuel – K120 / 15 km | Mario Stecher    | Samppa Lajunen   | Ladislav Rygl     |
|                                                               |                  |                                     |                  |                  |                   |
| Trondheim Championnats du monde (21 février au 1er mars 1997) |                  |                                     |                  |                  |                   |
|                                                               |                  |                                     |                  |                  |                   |
| Lahti                                                         |                  |                                     |                  |                  |                   |
| 9.                                                            | 8 mars 1997      | Gundersen individuel – K120 / 15 km | Hannu Manninen   | Halldor Skard    | Tim Tetreault     |
| Oslo                                                          |                  |                                     |                  |                  |                   |
| 10.                                                           | 14 mars 1997     | Sprint – K112 / 7,5 km              | Bjarte Engen Vik | Hannu Manninen   | Trond Einar Elden |
| 11.                                                           | 15 mars 1997     | Gundersen individuel – K112 / 15 km | Bjarte Engen Vik | Samppa Lajunen   | Andy Hartmann     |
| Štrbské Pleso                                                 |                  |                                     |                  |                  |                   |
| 12.                                                           | 22 mars 1997     | Gundersen individuel – K120 / 15 km | Bjarte Engen Vik | Kenji Ogiwara    | Jari Mantila      |

## Déroulement de la compétition

### Steamboat Springs
Fait rare en Coupe du monde (mais qui s'était déjà produit lors de la Coupe du monde 1984), les quatre premiers de l'épreuve sont tous norvégiens : Halldor Skard remporte l'épreuve devant Bjarte Engen Vik, Trond Einar Elden et Knut Tore Apeland. Un tel quadruplé norvégien ne se reproduira pas en Coupe du monde avant l'épreuve de Ruka du 29 novembre 2019.